# Gališnik
Gališnik (lokalni naziv Galešnik) je nenaseljeni otočić ispred hvarske luke. Pripada skupini Paklenih otoka. Na otoku je svjetionik i manja zgrada koja je bila prvo vojni objekt, neko vrijeme i zatvor, a od pedesetih godina koristi se kao ugostiteljski objekt.
Njegova površina iznosi 0,015 km2. Dužina obalne crte iznosi 0,45 km.